# Centro Nacional de Metrología
El Centro Nacional de Metrología (Cenam, por su acrónimo) es el laboratorio nacional en materia de medidas de México. Es un organismo dependiente de la Secretaría de Economía, que se encarga de autorizar el establecimiento, conservación, mantenimiento y retiro de los patrones nacionales de medida del Sistema Internacional de Unidades usados en México, así como la hora oficial (los horarios de verano y de invierno). Fue creado el 29 de abril de 1994.

## Áreas
El CENAM está dividido en cuatro áreas que realizan las correspondientes investigaciones en el campo de la estandarización de instrumentos y patrones, más un área de servicios  tecnológicos y una de administración y finanzas.
- Metrología eléctrica
- Metrologia física
- Metrologia de materiales
- Metrología mecánica
- Servicios tecnológicos
- Administración y Finanzas

## Directores generales
| Director general           | Periodo     |
| -------------------------- | ----------- |
| Jaime González Basurto     | 1991 - 1996 |
| Héctor Octavio Nava Jaimes | 1996 - 2015 |
| Víctor José Lizardi Nieto  | 2015 - 2022 |
| Arquimedes Ruiz Orozco     | 2023 -      |